# Pomièrs
Pomièrs (en francès Pommiers) és un municipi francès situat al departament del Gard i a la regió d'Occitània.